# Ultimate Santana
Ultimate Santana è un album del chitarrista Carlos Santana, pubblicato nel 2007 arrivato in terza posizione in Nuova Zelanda, quarta in Finlandia, sesta in Australia, settima in Norvegia ed in ottava nella Billboard 200.

## Il disco
La raccolta "mette a confronto" le due principali fasi dello stile di Santana:
1) La prima fase (il periodo "classico") (dal 1966 al 1998). in questo periodo Santana sfoggia un rock latino con influenze fusion e blues.
2) La seconda fase (il periodo "commerciale") (dal 1999 in poi). Inaugurata dall'album Supernatural; questa fase è caratterizzata da collaborazioni con altri artisti di vario genere (per lo più di nuova generazione), ed è in questo periodo che Santana raggiunge alti posti nelle classifiche.  
Per la raccolta furono realizzati tre inediti ("Into The Night" con Chad Kroeger dei Nickelback, "This Boy's Fire" con Jennifer Lopez e Baby Bash e "Interplanetary Party") di cui i primi due furono pubblicati come singoli. È inoltre presente una bonus track: una nuova versione di "The Game Of Love", questa volta interpretata dalla cantante Tina Turner. Benché questa versione (che doveva sostituire quella di Michelle Branch a Shaman) esistesse già da tempo, non fu mai pubblicata prima.

## Tracce
1. Into The Night - con Chad Kroeger
2. Smooth - con Rob Thomas
3. Maria Maria - con The Product G&B
4. This Boy's Fire - con Jennifer Lopez & Baby Bash
5. She's Not There
6. Black Magic Woman
7. The Game of Love - con Michelle Branch
8. Samba Pa Ti
9. Evil Ways
10. Put Your Lights On - con Everlast
11. Corazon Espinado - con Maná
12. Why Don't You & I - con Alex Band
13. Just Feel Better - con Steven Tyler
14. Europa (Earth's Cry Heaven's Smile)
15. No One To Depend On
16. Oye como va
17. Interplanetary Party
18. The Game Of Love - con Tina Turner (bonus track)